# Contarinia cerasiserotinae
Contarinia cerasiserotinae is een muggensoort uit de familie van de galmuggen (Cecidomyiidae). De wetenschappelijke naam van de soort is voor het eerst geldig gepubliceerd in 1871 door Osten Sacken.